# Kytisoros
Kytisoros (altgriechisch Κυτίσωρος, auch Kylindros) ist eine Figur der griechischen Mythologie.
Er war der Sohn von Phrixos und Chalciope, einer Tochter des Königs Aietes von Kolchis. Seine Brüder waren Argos, Melas und Phrontis. Nachdem Phrixos von seinem Stiefvater Aietes ermordet worden war, oder laut einer anderen Version in hohem Alter verstorben ist, wollte Kytisoros gemeinsam mit seinen Brüdern zu ihrem Großvater Athamas, dem König von Orchomenos, segeln. Unterwegs erlitten sie jedoch Schiffbruch und strandeten auf der Insel Dia, wo sie von Iason gerettet und zu ihrer Mutter nach Kolchis zurückgebracht wurden. Als später Athamas von den Achaiern aufgrund eines Orakelspruchs geopfert werden sollte, rette ihn Kytisoros noch rechtzeitig, lud dadurch aber den Zorn des Zeus Laphystios auf sich und seine Nachkommen.